# Монте-Верде
41°30′17″ пд. ш. 73°12′16″ зх. д. / 41.504722222222° пд. ш. 73.204444444444° зх. д.
Монте-Верде (ісп. Monte Verde) — археологічна ділянка в центральній Чилі, вік якої оцінюється в 12 500 років тому, що робить її однією найстаріших археологічних ділянок в Америці. Монте-Верде приблизно на 1000 років старша за культуру Кловіс, що піддає сумніву загальноприйняту протягом більшої частини 20-го століття теорію «короткої хронології» заселення Америки, яка припускає, що людина вперше колонізувала Америку приблизно 11 500 років тому. Проте ці дати залишаються предметом дебатів в археологічному суспільстві.
Ділянку було відкрито в кінці 1975 року, коли студент-ветеринар, що відвідав область Монте-Верде, знайшов дивну «кістку корови», яка виявилася кісткою мастодонта. Чилійський геолог Маріо Піно і американський археолог Том Деллгей, обидва на той час викладачі Південного чилійського університету, почали розкопки в Монте-Верде в 1977 році. Археологічна ділянка була розташована на берегах струмка Чинчіуапі, притоки річки Мауїн, що знаходиться за 55 км від її впадіння в Тихий океан. Це одна з небагатьох доісторичних ділянок в Америці, що знаходиться на відкритому повітрі, оскільки вода струмка піднялася скоро після зайняття поселення, і закрила його під торф'яним болотом, що перешкоджало розчиненню органічного матеріалу бактеріями і зберігло багато недовговічних речей протягом тисячоліть.
Згідно з Деллгеєм та його групою, ділянка була зайнята близько 12 000 — 11 800 року до н. е., тут мешкали від двадцяти до тридцяти людей. На березі струмка буле споруджене семиметрове укриття, побудоване з дерев'яних колод, обтягнутих шкурами. Усередині структури шкури були зв'язані за допомогою рослинних мотузок, утворюючи окремі жилі кімнати. За межами будівлі знаходилися два великих вогнища для суспільного використання, ймовірно, для створення інструментів та ремісничого виробництва.
Кожна з жилих кімнат мала вогнище, зроблене з глини. Навколо цих вогнищ було знайдено багато кам'яних інструментів і залишків насіння, горіхів і ягід. Тут був знайдений навіть вид картоплі, але, здається неїстівний. Всього були знайдені сорок п'ять видів їстівних рослин, десяток із яких росло не ближче 250 км від селища. Це свідчить, що мешканці Монте-Верде або були зв'язані торговими маршрутами, або регулярно подорожували по великій території.
Інші важливі знахідки ділянки включають залишки людського калу та слід ноги дитини, різноманітне кам'яне знаряддя і мотузки. Датування ділянки було проведене Деллгеєм за допомогою радіовуглецевого аналізу деревного вугілля і кісток, знайдених у межах поселення.